# ریوکیو ایر کوموتر
ریوکیو ایر کوموتر (به انگلیسی: Ryukyu Air Commuter) یک شرکت هواپیمایی است که در ۱۷ فوریه ۱۹۸۵ میلادی تأسیس شده‌است. دفتر مرکزی ریوکیو ایر کوموتر در ناها، اوکیناوا، ژاپن واقع شده‌است و قطب این شرکت هواپیمایی در فرودگاه ناها قرار دارد و به ۱۰ مقصد، پرواز انجام می‌دهد.